# Rob Letterman
Rob Letterman is een Amerikaans filmregisseur. In 1999 regisseerde hij de kortfilm Los Gringos, waarmee hij in 2000 werd geaccepteerd voor het Sundance Film Festival. Kort nadien ging hij aan de slag bij DreamWorks Animation, waarvoor hij in 2004 met Shark Tale zijn eerste film regisseerde. Zijn eerste live-action langspeelfilm kwam er met Gulliver's Travels in 2010. 

## Filmografie

### Als regisseur
- Los Gringos (1999, kortfilm)
- Shark Tale (2004)
- Monsters vs. Aliens (2009)
- Gulliver's Travels (2010)
- Goosebumps (2015)
- Pokémon Detective Pikachu (2019)

- Bibliothèque nationale de France: cb146416652 (data)
- Gemeinsame Normdatei: 139886834
- International Standard Name Identifier: 0000 0001 1930 3886
- Library of Congress Control Number: no2005015550
- Nationale Bibliotheek van Tsjechië: xx0123871
- Nationale Bibliotheek van Israël: 987007327025405171
- Nederlandse Thesaurus van Auteursnamen: 270798625
- Système universitaire de documentation: 233324925
- Virtual International Authority File: 51414609
- WorldCat: E39PBJwX84CYCDP9HWcRBk9xDq